# Список Героев Советского Союза и Российской Федерации (Карелия)

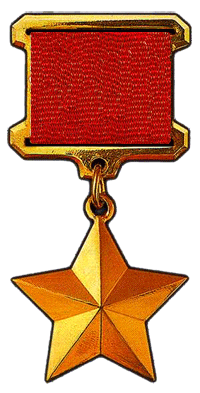
Медаль «Золотая Звезда»

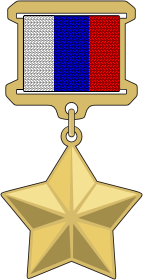
Медаль Героя России

В настоящем списке представлены в алфавитном порядке Герои Советского Союза и Герои Российской Федерации — уроженцы и жители Карелии.
При составления списка Героев Советского Союза использованы данные раздела «Герои Советского Союза — уроженцы и жители Карелии» Энциклопедии «Карелия» (Т. 3). Поисковая краеведческая работа продолжается, поэтому приведённый список в дальнейшем может быть дополнен.
Список содержит информацию о дате Указа о присвоении звания, роде войск, должности и воинском звании Героев на время присвоения звания Героя Советского Союза, годах жизни с указанием даты рождения по старому и новому стилям.

## Галерея Героев Советского Союза в Петрозаводске
Имена Героев Советского Союза — уроженцев Карелии увековечены в портретной Галерее Героев, открытой 3 декабря 1977 года в Петрозаводске на пересечении улиц Т. Антикайнена и Красной на верхней террасе парка 50-летия Пионерской организации в пойме реки Неглинки.
Авторы памятного мемориала — архитектор Эрнст Воскресенский, скульптор Людвиг Давидян, художник Эдгар Григорян, инженер Ю. Губин.

## Список Героев Советского Союза
- В таблице цветом выделены Герои, погибшие или пропавшие без вести во время войн.

| № п/п | Фото | Фамилия Имя Отчество           | Дата Указа | Род войск                 | Должность                                 | Звание                    | Годы жизни                                        | Страница на сайте «Герои Страны» |
| ----- | ---- | ------------------------------ | ---------- | ------------------------- | ----------------------------------------- | ------------------------- | ------------------------------------------------- | -------------------------------- |
| 1     |      | Александров Фёдор Михеевич     | 24.03 1945 | Бронетанковые войска      | командир танкового взвода                 | младший лейтенант         | 25 декабря 1912 (7 января 1913) — 15 октября 1985 | 3279                             |
| 2     |      | Артамонов Иван Ильич           | 18.11 1944 | Артиллерия                | командир дивизиона                        | майор                     | 6 (19) ноября 1913 — 16 мая 1985                  | 3294                             |
| 3     |      | Артемьев Тимофей Никифорович   | 23.10 1943 | Пехота                    | командир стрелкового полка                | гвардии майор             | 3 (16) июля 1912 — 6 апреля 1945                  | 3572                             |
| 4     |      | Афанасьев Алексей Николаевич   | 22.08 1944 | Бронетанковые войска      | командир танка                            | гвардии младший лейтенант | 2 (15) сентября 1916 — 5 августа 1968             | 3313                             |
| 5     |      | Басков Владимир Сергеевич      | 23.02 1948 | авиация                   | командир авиаэскадрильи                   | майор                     | 26 августа (8 сентября) 1913 — 3 апреля 1989      | 1580                             |
| 6     |      | Варламов Николай Гаврилович    | 25.09 1943 | Пехота                    | командир отделения                        | сержант                   | 24 декабря 1906 (6 января 1907) — 25 июля 1943    | 3573                             |
| 7     |      | Дорофеев Александр Петрович    | 19.03 1944 | Пехота                    | командир дивизии                          | полковник                 | 13 (25) августа 1895 — 25 февраля 1971            | 2702                             |
| 8     |      | Зайцев Василий Михайлович      | 17.12 1941 | Бронетанковые войска      | командир танкового взвода                 | младший лейтенант         | 13 (26) августа 1910 — 7 декабря 1941             | 1839                             |
| 9     |      | Крылов Фёдор Михайлович        | 21.07 1944 | Пехота                    | стрелок                                   | старшина                  | 8 (21) января 1915 — 1 декабря 1977               | 3574                             |
| 10    |      | Лисицына Анна Михайловна       | 25.09 1943 | Партизаны и подпольщики   | связная                                   |                           | 14 февраля 1922 — 3 августа 1942                  | 1682                             |
| 11    |      | Машаков Александр Родионович   | 22.02 1944 | Воздушно-десантные войска | командир роты                             | гвардии капитан           | 22 апреля (5 мая) 1914 — 2 октября 1943           | 3575                             |
| 12    |      | Мелентьева Мария Владимировна  | 25.09 1943 | Партизаны и подпольщики   | связная                                   |                           | 24 января 1924 — 2 июля 1943                      | 1820                             |
| 13    |      | Мешков Иван Андреевич          | 10.01 1944 | Пехота                    | заместитель командира батальона           | старший лейтенант         | 21 августа (3 сентября) 1910 — 3 октября 1943     | 2576                             |
| 14    |      | Омелин Николай Титович         | 16.10 1943 | Пехота                    | командир батальона                        | гвардии капитан           | 4 (17) октября 1916 — 29 августа 2001             | 3583                             |
| 15    |      | Падорин Юрий Иванович          | 25.05 1976 | Военно-морской флот       | начальник Политуправления Северного флота | вице-адмирал              | 17 августа 1926 — 2 мая 1980                      | 2366                             |
| 16    |      | Пашков Александр Павлович      | 31.05 1945 | Военно-морской флот       | командир полуглиссера                     | старшина первой статьи    | 25 декабря 1920 — 24 апреля 1945                  | 2831                             |
| 17    |      | Пашков Андрей Никитович        | 06.04 1945 | Бронетанковые войска      | командир танковой бригады                 | полковник                 | 14 (27) августа 1910 — 27 января 1945             | 3548                             |
| 18    |      | Петров Пётр Михайлович         | 07.04 1940 | авиация                   | командир эскадрильи                       | капитан                   | 3 (16) января 1910 — 23 ноября 1941               | 3577                             |
| 19    |      | Пчелинцев Владимир Николаевич  | 06.02 1942 | Пехота                    | снайпер                                   | сержант                   | 30 августа 1919 — 27 июля 1997                    | 2008                             |
| 20    |      | Репников Николай Фёдорович     | 22.02 1943 | авиация                   | командир эскадрильи                       | старший лейтенант         | 16 декабря 1914 — 4 декабря 1941                  | 382                              |
| 21    |      | Ригачин Николай Иванович       | 10.04 1945 | Пехота                    | разведчик                                 | гвардии красноармеец      | 19 мая 1919 — 21 января 1945                      | 3576                             |
| 22    |      | Румянцев Александр Евдокимович | 01.07 1944 | Артиллерия                | командир отделения                        | старший сержант           | 19 декабря 1921 — 12 июля 1977                    | 3581                             |
| 23    |      | Рябов Михаил Тимофеевич        | 31.12 1942 | авиация                   | штурман корабля                           | капитан                   | 22 ноября (5 декабря) 1914 — 7 июня 1995          | 3582                             |
| 24    |      | Тикиляйнен Петр Абрамович      | 20.11 1941 | Пехота                    | командир отделения                        | младший сержант           | 3 августа 1921 — 28 июля 1941                     | 2787                             |
| 25    |      | Торнев Иван Петрович           | 13.09 1944 | Пехота                    | командир отделения                        | старшина                  | 14 (27) октября 1916 — 27 января 1945             | 3586                             |
| 26    |      | Филиппов Василий Макарович     | 24.03 1945 | Артиллерия                | командир батареи                          | гвардии капитан           | 14 января 1921 — 5 октября 1944                   | 3549                             |
| 27    |      | Фофанов Алексей Иванович       | 10.01 1944 | Бронетанковые войска      | командир танковой роты                    | старший лейтенант         | 7 (20) мая 1915 — 4 сентября 1986                 | 3585                             |
| 28    |      | Шельшаков Фёдор Афанасьевич    | 03.06 1944 | Артиллерия                | командир миномётной роты                  | старший лейтенант         | 24 июня 1918 — 11 августа 1981                    | 3584                             |

## СписокГероев Российской Федерации
- В таблице цветом выделены Герои, награждённые посмертно.

| № п/п | Фото | Фамилия Имя Отчество          | Дата Указа | Род войск, служба    | Звание                    | Годы жизни                                  | Место рождения                                                          | Страница на сайте «Герои Страны» |
| ----- | ---- | ----------------------------- | ---------- | -------------------- | ------------------------- | ------------------------------------------- | ----------------------------------------------------------------------- | -------------------------------- |
| 1     |      | Лариса Евгеньевна Лазутина    | 27.02.1998 | Олимпийские чемпионы | майор                     | род. 1 июня 1965 года                       | Кондопога, Карельская АССР, РСФСР, СССР                                 | 3070                             |
| 2     |      | Александр Анатольевич Калинин | 24.06.2000 | спецназ ГРУ          | капитан                   | 16 февраля 1975 года — 21 февраля 2000 года | Надвоицы, Сегежский район, Карельская АССР, РСФСР, СССР                 | 7414                             |
| 3     |      | Дмитрий Юрьевич Кондратьев    | 03.03.2012 | лётчик-космонавт     | полковник                 | род. 25 мая 1969 года                       | Иркутск, РСФСР, СССР                                                    | 14581                            |
| 4     |      | Илья Андреевич Сизов          | 07.2022    | авиация              | подполковник              | род. 17 августа 1985                        | Кинешма, Ивановская область, РСФСР, СССР                                |                                  |
| 5     |      | Максим Вячеславович Поташев   | 12.2023    | Мотострелки          | гвардии младший лейтенант | род. 1994                                   | Шуньга, Медвежьегорский район, Республика Карелия, Российская Федерация |                                  |